# Számnév
A hagyományos grammatikában a számnév alaktanilag és mondattanilag heterogén szóosztály, mivel a számnevek kontextusuktól függően egyéb szóosztályokhoz tartozó szavakként viselkednek, azaz mint melléknevek, főnevek, névmások vagy határozószók. Ez függhet a fajtájuktól, de egyazon számnév-fajta keretén belül is lehet több szófaji értékük. Osztályuk csak jelentéstani szempontból egységes olyan értelemben, hogy mind mennyiségről adnak információt. Ezért tekintik egyes grammatikák külön szófajnak. Azonban egyéb grammatikák nem osztják ezt a nézetet, hanem más szófajokhoz sorolják a számneveket. Például Keszler 2000 a számnevet a melléknév egyik alcsoportjának tekinti, és a hagyományosan számnévi névmásnak nevezett szavakat a melléknévi névmások közé sorolja. Nyelvészeti szótárakban megemlítik, hogy egyes szerzők részben a névmásokhoz, részben a melléknevekhez sorolják a számneveket.
Egyes grammatikák a számnevet a determinánsok nagyobb osztályába tartozónak tartják, mások pedig a tőszámnevet a kvantorok közé, a mennyiséget jelölő határozatlan névmásokkal, a határozott névelővel vagy a határozatlan többes számú főnevekkel együtt. Francia grammatikákban a tőszámnév mindkét osztályhoz tartozónak tekintett.
Nincs egység a számnevet külön szófajként kezelő grammatikák között azt illetően, hogy mely mennyiséget jelölő szavak tartoznak hozzá. Egyes magyar vagy angol nyelvű szerzők ilyen határozatlan névmásokat is (pl. sok, kevés, elég, egypár) számneveknek tekintenek. Ebben a nézetben a számnevek két főcsoportra oszlanak: határozottakra és határozatlanokra. Más, francia, román vagy BHMSz grammatikák csak határozott számot jelölő szavakat tartanak számneveknek.
Számnevek gyakorlatilag minden nyelvben vannak, bár egyesekben nagyon kevés, például az ausztráliai pitjantjatjara nyelvben  csak az ’egy’-nek, a ’kettő’-nek és a ’három’-nak megfelelők. Egyetlen olyan ismert nyelv van, amelyben nincsenek számnevek, az amazóniai pirahã .

## Számnév-fajták
A számneveket több kritérium szerint lehet csoportosítani. Egyes nyelvekben vannak olyan fajták, amelyek nincsenek meg más nyelvekben, az egyes nyelvek grammatikáiban pedig a nyelvészek nézete szerint csoportosítottak, főleg attól függően, hogy a jelentéstani aspektust vagy a grammatikai aspektust részesítik előnyben.
A hagyományos grammatikák főleg jelentéstani szempontból csoportosítják a számneveket, megjegyezve mindegyik fajtán belül, hogy milyen ún. morfológiai értékűek (melléknévi, főnévi, névmási vagy határozószói) lehetnek, és milyen mondattani funkciókat tölthetnek be a beletartozó számnevek. A jelentéstani szempont szerint megállapított fajták közé egyes grammatikákban morfoszintaktikai kritérium szerint körülhatárolt csoport(ok) is bekerül(nek), főleg ha bizonyos fajtáknak csak egy morfológiai értéke van.
A magyar nyelvben például, Bokor 2007 szerint vannak tőszámnevek, sorszámnevek, törtszámnevek és osztószámnevek. Más szerzők, például Szende – Kassai 2007 ezekhez hozzáadja a szorzó számnevet, és külön tárgyalja a csak határozószóként használt számnevet. Más nyelvek grammatikáiban szó van még gyűjtő számnévről is.

### A tőszámnév
Ez a számnév megnevezi magát a számot.
A számjegyeknek megfelelő számnevek általában nyelvtől függetlenül egyszerű szavak, és nyelvtől függően egyik vagy másik egyéb számnév is az, például:
(magyarul) egy, kettő/két, három, tíz, húsz, száz, ezer, millió, milliárd;
(angolul) one (1), two (2), three (3), ten (10), eleven (11), hundred (100), thousand (1000), million, billion (1.000.000.000);
(franciául) un (hímnem) / une (nőnem) (1), deux (2), trois (3), dix (10), onze (11), vingt (20), cent (100), mille (1000), million, milliard;
(románul) unu/un (hn.) / una/o (nn.) (1), doi (hn.) / două (nn.), trei (3), zece (10), sută (100), mie (1000), milion, miliard;
(BHMSz) jedan (hn.) / jedna (nn.) / jedno (semlegesnem) (1), dva (hn., sn.) / dve (nn.), tri (3), deset (10), sto (100), hiljada (1000), milion, milijarda vagy bilion.
A többi tőszámnév nyelvtől függően különbözőképpen összetett, és helyesírási szabályok szerint egy szóban, kötőjellel vagy külön szavakban írják őket:
(magyarul) tizenegy, huszonkettő, harminc, harminchárom, negyven, háromszáz, ezerkilencszázötvenhat, hatezer-hatszázhatvanhat;
(angolul) fourteen (14), twenty-one (21), sixty (60), one hundred and two (102);
(franciául) dix-sept (17), vingt et un(e) (21), cent un(e) (101), mille huit cents (1800);
(románul) unsprezece (11), douăzeci (20), treizeci și unu (31), o sută unu (101), două mii (2000), douăzeci de mii (20.000);
(BHMSz) jedanaest (11), dvadeset (20), dvadeset devet (29), petsto vagy pet stotine (500).
Különbségek vannak nyelvek között azt illetően, hogy mennyire átlátszó értelműek az összetett számnevek. Rendszeresen átlátszóbbak általában a kínai, a japán vagy a koreai nyelvben az angol vagy egyéb európai nyelvekhez viszonyítva, amint az alábbi összehasonlító táblázatból látszik:
| Szám | Angol       | Japán      | Szó szerinti fordítás |
| ---- | ----------- | ---------- | --------------------- |
| 11   | eleven      | jū-ichi    | tíz-egy               |
| 12   | twelve      | jū-ni      | tíz-kettő             |
| 13   | thirteen    | jū-san     | tíz-három             |
| 20   | twenty      | ni-jū      | kettő-tíz             |
| 21   | twenty-one  | ni-jū-ichi | kettő-tíz-egy         |
| 22   | twenty-two  | ni-jū-ni   | kettő-tíz-kettő       |
| 30   | thirty      | san-jū     | három-tíz             |
| 99   | ninety-nine | kyū-jū-kyū | kilenc-tíz-kilenc     |

Összehasonlító teszteket végeztek számolni tanuló amerikai és kelet-ázsiai gyerekek között, és az tűnt ki az eredményekből, hogy egyformán jól számolnak 1-től 10-ig és 99-en felül, de az ázsiaiak jobban 11-től 99-ig. Mivel a kelet-ázsiai számnevek átlátszóbbak, a gyerekek könnyebben látják át a tízes számrendszert, miközben a kevésbé átlátszó rendszerek kevésbé ösztönzik a gyerekeket arra, hogy meghaladják az egységek egymáshoz való hozzáadását számoláskor. Ez lehetne az egyik magyarázata annak, hogy a kelet-ázsiai gyerekek jobban teljesítenek matematikából.
A tőszámnévnek tisztán főnévi értéke van akkor, amikor abszolút módon használt, nem lények, tárgyak vagy más entitások mennyiségét fejezi ki, például matematikai műveletekben:
(magyarul) Három plusz öt egyenlő nyolccal;
(franciául) Seize est un multiple de quatre ’16 többszöröse 4-nek’, Sept était un nombre sacré ’A hetes szent szám volt’.
Ugyanazzal az alakkal (a magyar nyelvben a 2-nek megfelelőn kívül) a tőszámnév melléknévi értékű és, egyes szerzők szerint ehhez kötött főnévi értékű is lehet, mások szerint névmási értékű, mivel helyettesíti a főnevet:
(magyarul) Tíz szék hiányzik vs. Tíz hiányzik;
(angolul) four super prizes ’négy szuper-díj’ vs. Four of the passengers were injured ’Négyen sérültek meg az utasok közül’;
(franciául) Deux îles sont inhabitées ’Két sziget lakatlan’ vs Deux de ces îles sont inhabitées ’E szigetek közül kettő lakatlan’;
(románul) Doi băieți au venit ’Két fiú jött el’ vs. Doi au venit ’Kettő jött el’.
A magyarban az -s-sel képzett tőszámnév is tisztán főnévi értékű lehet a számok neveként, például az iskolai osztályzatok esetében (egyes, kettes, hármas, négyes, ötös), de ennek is megvan a nem képzett tőszámnév két másik használata: Szálljon át a hetes buszról a negyvenesre!
A BHMSz-ben van csak tisztán főnévi értékű képzett tőszámnév: jedinica (1), dvojka (2), trojka (3), četvorka (4), petica (5) stb. Mondatban: Dobio sam dvojku iz matematike ’Kettest kaptam matematikából’.
A főnévi vagy névmási használatú tőszámnév alaktanilag a főnévre hasonlít, azaz nyelvtől függően névelővel ellátható, ragokat és/vagy más toldalékokat vehet fel, és a főnévre jellemző mondattani funkciói lehetnek. Például a magyarban felveszi a többesjelt (ezrek, ötök) vagy a többes számú birtokos személyjeleket, pl. Kettőnkre biztosan támaszkodhatsz.

### A sorszámnév
A sorszámnév entitások sorrendi helyét jelöli meg.
A magyarban a sorszámnevek a -d képző és az -ik kiemelő jelnek az összetapadásával keletkezett -dik képzővel alakulnak a tőszámnevekből (kivéve az első-t, amely nem számnévből és más képzővel alakult, és a második-ot, amely nem tőszámnévből képzett): harmadik, tizenegyedik, századik, ezerkettedik stb. Összetett szavakban a sorszámnév -ik nélküli: Harmadéves egyetemi hallgató vagyok. Első a leg- előképzővel is használt: legelőször.
Az angolban is, kivéve a first (1.), a second (2.) és a third (3.) szavakat, a sorszámnevek a -th képzővel alakulnak tőszámnevekből: fourth (4.), hundredth (100.) stb. Mondatban: The third and fourth adult passengers in your car can travel free ’A harmadik és a negyedik felnőtt utas ingyen utazhat az ön autójával’.
A franciában a sorszámnevek képzője a tőszámnevekhez hozzáadott -ième, pl. deuxième (2.), troisième (3.), quatrième (4.), vingt et unième (21.). Kivételek csak premier (hn.) / première (nn.) (1.) és second (hn.) / seconde, a deuxième szinonimája. Mondatokban: Mon troisième fils est encore étudiant ’A harmadik fiam még egyetemista’, Le bébé vient de faire ses premiers pas ’A kicsi nemrég tette meg az első lépéseit’.
A BHMSz-ben a képzési rendszer analóg a fentiekkel. A sorszámnév a megfelelő tőszámnevekhez hozzáadott képző és ugyanakkor az egyes szám alanyeset -i (hn.), -a (nn.), -o vagy -e (semlegesnem) ragjaival alakul. Az első két sorszámnév alapja nem számnév, és néhány képzése szabálytalan. Példák: prvi/prva/prvo (1.), drugi/druga/drugo (2.), treći/treća/treće (3.), četvrti/četvrta/četvrto (4.), peti/peta/peto (5.), dvanaesti/dvanaesta/dvanaesto (12.). Szószerkezetekben: prva kiša ’az első eső’, treći razred ’a harmadik osztály’, dvadeset osma ulica ’a 28. utca’.
A románban a sorszámnevek különbözően alakulnak. A primul (hn.) / prima (nn.) és szinonimája întâiul/întâia tőszavak, de többnyire, mint itt, határozott végartikulussal használtak. A többi szerkezete hímnemben a „birtokos névelő”-nek nevezett al + tőszámnév + -le határozott artikulus + -a végződés. Nőnemben a birtokos névelő a, és a határozott artikulus kiesik. Példák: al doilea (rând) ’a második (sor)’, a doua (încercare) ’a második (próbálkozás)’, al treilea (cerc) ’a harmadik (kör)’, a treia (mașină) ’a harmadik (autó)’, al o sută douăzeci și unulea (stâlp) ’a százhuszonegyedik (oszlop)’, a o sută douăzeci și una (cerere) ’a százhuszonegyedik (kérvény)’. A sorszámnevet gyakran a „mutató névelő”-nek nevezett cel/cea + de elöljárószó előzi meg, főleg amikor ragozni kell, mert enélkül nem ragozható: cel de al doilea ’a második’, cartea celui de al doilea (birtokos eset) ’a második könyve’.
Az ebben a szakaszban megemlített nyelvekben a sorszámneveknek melléknévi értéke, és a fenti értelemben vett névmási, azaz főnevet helyettesítő értéke lehet:
(magyarul) A második emeletre megyünk vs. A másodikra megyünk;
(franciául) Nous habitons au sixième étage ’A hatodik emeleten lakunk’ vs. Nous habitons au sixième ’A hatodikon lakunk’;
(románul) (Cel de) al doilea copil a venit ’A második gyerek eljött’ vs. (Cel de)  al doilea a venit ’A második eljött’.
A magyarban a sorszámnév felveheti a -szor/-szer/-ször képzőt, amellyel határozószóként azt fejezi ki, hogy hányadszor fordul elő az, amit az ige kifejez: először, másodszor, tizenegyedszer, Ma már negyedszer találkozom veled.
Egyéb nyelvekben ennek sorszámnevet tartalmazó ún. határozószó értékű szókapcsolat felel meg:
(franciául) határozott névelő, határozatlan névelő vagy birtokos determináns + sorszámnév + a fois főnév, amelyek előtt használható a pour elöljáró is, pl. (pour) la première fois ’először’, (pour) une seconde fois ’másodszor’.
(románul) sorszámnév + az oară vagy szinonimája, a dată szó, esetleg a pentru elöljáróval: (pentru) întâia/prima oară/dată ’először’.

### A törtszámnév
Ez a számnév az egésznek egyenlő részekre bontott töredékét jelöli.
A magyarban a fél és a másfél szavakon kívül a törtszámnevek alakját az -ik nélküli sorszámnevek alakja adja, pl. harmad, negyed, négyötöd.
Az angolban a legtöbb törtszámnév azonos alakú a -th-vel képzett sorszámnevekkel, pl. four fifths (4/5), fifteen sixteenths (15/16). Kivételek half ’fél’, third (sorszámnév is) ’harmad’ és quarter ’negyed’.
A franciában is hasonló a rendszer. Vannak a demi (hn.) vagy demie (nn.), szinonimája moitié ’fél’, quart ’negyed’ és tiers ’harmad’ szavak, a többi törtszámnév pedig a sorszámnevekkel azonos, pl. cinquième ’ötöd’, deux dixièmes de millimètre ’2/10 milliméter’, quinze centièmes de seconde ’15/100 másodperc’.
A románban saját képzője van a törtszámnévnek, -ime, pl. o treime din elevi ’a tanulók harmada’, două cincimi dintre cei prezenți ’a jelenlévők kétödöde’, o șesime dintr-o clasă ’egy osztály hatoda’. Kivételek jumătate ’fél’ és sfert ’negyed’.
A BHMSz-ben törtszámneveket két képző alakít, amelyeket a sorszámnevekhez adnak hozzá. A többségük az -ina képzőt veszi fel, pl. trećina ’harmad’, četvrtina ’negyed’, petina ’ötöd’, pet osmina ’ötnyolcad’. Egyes törtszámnevek az -inka képzővel alakulnak, pl. stotinka ’század’. Már csak az állandósult szókapcsolatokban használt pola ’fél’ törtszámnévből  képzett a polovina ’fél’ szó.

### Az osztószámnév
Ez a számnév azonos mennyiségű csoportokat különít el az egészből.
A magyarban a tőszámnév kettőztetésével alakul: egy-egy, hat-hat stb.
Angol grammatikákban ezzel az elnevezéssel szószerkezet található: tőszámnév + azon entitást megnevező főnév, amely mennyiségét kifejezik + olyan szavak, mint apiece ’darabja’, each ’mindegyik’, per person ’személyenként’, pl. They will receive six books each ’Hat könyvet fog kapni mindegyik’.
Francia grammatikákban osztószámnévnek számít az a határozószó értékű szókapcsolat, amely a par elöljáróval összekötött megismételt tőszámnévből alakul, pl. un par un ’egyesével’, deux par deux ’kettesével’, trois par trois ’hármasával’.
Román grammatikákban is határozószó értékű szókapcsolatot tartanak osztószámnévnek. Megvan csak a câte határozószó + tőszámnév változatban (pl. Putem împrumuta câte trei cărți de la bibliotecă ’Három-három könyvet kölcsönözhetünk ki a könyvtárból’), vagy az ehhez hozzáadott megismételt tőszámnévvel: Copii, mergeți doi câte doi! ’Gyerekek, kettesével menjetek!’

### A szorzó számnév
Szende – Kassai 2007 szerint a magyarban a szorzó számnév a -szor/-szer/-ször-rel képzett tőszámnév. Határozóként azt fejezi ki, hogy hányszor fordul elő egy esemény, vagy hogy entitások, illetve egy entitás magával való összehasonlításában mennyivel magasabb vagy alacsonyabb fokú egy minőség vagy mennyiség. Példák: egyszer, kétszer, háromszor, ötször. Mondatban és szószerkezetekben: Már háromszor voltam ebben a múzeumban, ötször nagyobb, tízszer kevesebb.
Egyéb nyelvekben is vannak a magyar szorzó számnévnek pontosan megfelelő határozószó értékű szavak és szókapcsolatok.
Az angolban vannak az once ’egyszer’, twice ’kétszer’, thrice ’háromszor’ szavak, és a tőszámnév + a times főnév alkotta szókapcsolat: three times (a thrice szinonimája), ten times ’tízszer’ stb. Mondatokban: You've told me that same story three times now ’Már háromszor mondtad el nekem ugyanezt a mesét’, You're looking ten times better than you did yesterday ’Tízszer jobban nézel ki, mint tegnap’.
A franciában is van az angol szókapcsolattal analóg szókapcsolat, a fois főnévvel: une fois egyszer’, deux fois ’kétszer’, cent fois ’százszor’ stb.
Hasonló román szókapcsolat is van. Szerkezete de elöljáró + tőszámnév + ori (az oară főnév többes számú alakja), pl. de două ori ’kétszer’, de trei ori ’háromszor’, de patru ori ’négyszer’. Az egyetlen kivétel o dată ’egyszer’. Mondatban: Am fost la Paris de două ori ’Kétszer voltam Párizsban’.
A BHMSz-ben a tőszámnév + put főnév felel meg események előfordulási számának a kifejezésére (pl. jedan put „egyszer”, dva puta ’kétszer’, tri puta ’háromszor’, sto puta ’százszor’), de összehasonlító szerkezetekben ezek összetett szavakká válnak: jedanput, dvaput, stoput.
Egyes nyelvek grammatikáiban entitás szorzással elért mennyiségét kifejező melléknévi értékű szorzó számnevet is számba vesznek.
Francia grammatikákban a latinból jövevényszókként átvett simple ’egyszeres’, double ’kétszeres’, triple ’haromszoros’, quadruple ’négyszeres’ stb. mellékneveket tekintik szorzó számneveknek, amelyeknek főnévi értéke is lehet, pl. une somme double ’kétszeres összeg’, le double de la somme ’az összeg kétszerese’.
A románban a franciából vették át ezeket a szavakat, pl. dublu (hn.) / dublă (nn.), triplu/triplă, cvadruplu/cvadruplă alakban, de vannak a románban alakultak is: în- előképző + tőszámnév + -it melléknévi igenév-képző. Úgy a jövevényeknek, mint a képzetteknek a melléknévin kívül (un câștig întreit / triplu ’háromszoros nyereség’), határozószói használatuk is van: a plătit îndoit / dublu ’kétszeresen fizetett’), întreit(ă) / triplu ’háromszoros(an)’, încincit(ă) ’ötszörös(en)’.
Az angolban is megvannak a latinból átvett szavak, pl. double fault ’kettős hiba’, és vannak az angolban alakultak is, a -fold képzővel. Ezek úgy melléknévi, mint határozószói használatúak, pl. threefold problem ’háromszoros gond’, to increase tenfold ’tízszeresen növekedik’.
A BHMSz-ben ennek a számnévnek tőszámnévből a -struk(i) (hn.) / -struka (nn.) / -struko (sn.). képzővel alakult szavak felelnek meg. Hím- és nőnemben csak melléknevek, pl. jednostruk ’egyszeri’, dvostruk ’kétszeres’, stostruk ’százszoros’. Határozószókként ezek alanyeset egyes szám semlegesnemű alakja használatos (pl. jednostruko ’egyszer’, dvostruko ’kétszeresen’), és a fentebb említett jedanput, dvaput, stoput stb. szinonimái.

### Határozószói használatú számnév
Szende – Kassai 2007 ebbe a kategóriába sorol néhány különféle toldalékokkal ellátott ilyen tőszámnevet, elsősorban az -an/-en képzőset, amely azt fejezi ki, hogy hány személy vesz részt abban, amit az ige kifejez, pl. Öten szálltunk be az autóba, Százan jelentkeztek az állásra.
Az -s képzővel és a -ban/-ben raggal ellátott tőszámnév is határozószói jellegű. Bensőséges módon együtt részt vevő személyek számát jelöli abban, amit az ige kifejez: Kettesben töltöttük az estét.
A tőszámnév + a -ra/-re ragos szám főnév határozatlan nagy mennyiséget fejez ki: Százszámra/Ezerszámra jöttek látogatók.
Francia grammatikákban „számnévi határozószó”-nak nevezik azt a szót, amelyet az általánosan használt egyetlen határozószó-képzővel alkotnak sorszámnévből: premièrement ’elsősorban’, deuxièmement vagy secondement, ’másodsorban’, troisièmement ’harmadsorban’ stb. Ezek szinonimái a latinból átvett primo, secundo, tertio stb. szavak.
Egyes román grammatikákban „határozószói számnév”-nek nevezik a fentebb említett tőszámnevet tartalmazó szorzó szócsoportot és a sorszámneves ugyanolyan szerkezetűt.

### A gyűjtő számnév
Egyes nyelvek grammatikáiban gyűjtő számnevet is elkülönítenek.
Angol grammatikákban idesorolják a dozen ’tucat’ szót, pl. az a dozen eggs ’egy tucat tojás’ szószerkezetben.
A románban a toți ’mind’ határozatlan névmásból származó tus- előképző + tőszámnévből alkotott szavak gyűjtő számnevek, pl. tustrei ’mindhárom’, tuspatru ’mind a négy’, tuscinci ’mind az öt’ stb. Ezeken kívül van még a ’mindkettő jelentésű amândoi (hn.) / amândouă (nn.) és ennek az ambii/ambele latin jövevény szinonimája. Példamondatok: Au venit ieri tustrei ’Tegnap eljött mind a három’, La nuntă au venit rudele și prietenii amândurora (birtokos eset) ’Mindkettő családja és barátai eljöttek az esküvőre’, Le-am oferit flori ambilor profesori (részes eset) ’Mindkét tanárnak adtam virágot’.
A BHMSz-ben csak személyek csoportjára használt a gyűjtő számnév. Két kategóriája van. Mindkét nemű személyek csoportjára általában változatlan alakú semlegesnemű szavakat használnak. Egyesek az -oje képzővel alakulnak (pl. nas dvoje ’mi ketten’, oboje ’mindkettő’), a többi az -oro képzővel: dvanaestoro ljudi ’tizenkét ember’, Imao je šestoro dece ’Hat gyereke volt’. Ezekből a számnevekből csak hímnemű személyek csoportjára használt más, nőnemű számnevek alakulnak az -ica képzővel: dvojica (2), obojica ’mindkettő’, trojica (3), trideset sedmorica (37), Došao je s petoricom drugova (eszközhatározói eset) ’Öt barátjával jött’.

### Határozatlan mennyiség kifejezése
A határozatlan számneveken kívül egyéb eszközei is vannak a határozatlan mennyiség kifejezésének.
Határozott számnévvel is lehet határozatlan mennyiséget kifejezni különféle szószerkezetekben: négy-öt narancs, Húsz-huszonkét éves, Ezrek és ezrek utaznak az olasz tengerpartra, Száz meg száz éven át élt így a falu népe, Körülbelül háromezer diák tanul ezen az egyetemen. Kerek nagy szám is lehet határozatlan jelentésű: Millió puszit küldök az egész családnak, Teri.
Egyes nyelvekben jellegzetes képzővel ellátott tőszámnevek fejeznek ki ilyen mennyiséget.
A BHMSz-ben ez a képző -ak: dvadesetak kuća ’vagy húsz ház’, petnaestak malih dječaka ’körülbelül tizenöt kisgyerek’, pedesetak koraka ’hozzávetőlegesen ötven lépés’, tridesetak dugih godina ’úgy harminc hosszú év’.
A franciában a mille ’ezer’-ből a millier ’kb. ezer’ képződik, a többi ilyen számnév pedig az -aine képzővel alakul: dizaine (10), quinzaine (15), vingtaine (20), trentaine (30), quarantaine (40), cinquantaine (50), soixantaine (60), centaine (100). Legtöbbször egyes számban az une, többesben a des határozatlan névelővel használják: Il a offert une dizaine de roses à sa mère ’Vagy tíz rózsát adott az anyjának’ Il y avait des centaines de manifestants dans les rues ’Több száz tüntető volt az utcákon’.